# Ström (efternamn)
Ström är ett vanligt svenskt efternamn som kan stavas på något olika sätt. Den 31 december 2019 var det följande antal personer i Sverige med stavningsvarianterna:
- Ström 10 247[1]
- Strøm 20[2]
- Ströhm 18[3]
- af Ström 5[4]
- Stroem 4[5]

Tillsammans med 5 personer som stavar sitt namn på andra sätt blir detta 10 299 personer, vilket ger namnet plats nummer 76 på listan över Sveriges vanligaste efternamn. Namnet var i många fall ursprungligen ett soldatnamn.

## Personer med efternamnet Ström eller varianter av detta namn

### A
- Albin Ström (1892–1962), sjöman, byggnadsarbetare och politiker
- Anders Ström (1901–1986), längdskidåkare
- Angelica Ström (född 1981), trestegshoppare
- Angelica Ström (lärare) (född 1953)
- Ann Mari Ström (1914–2003), skådespelare och teaterpedagog
- Anna Ström (1890–1968), målare
- Anne-Grete Strøm-Erichsen (född 1949), norskpolitiker, statsråd, medlem av Arbeiderpartiet
- Anne-Karine Strøm (född 1951), norsk sångare
- Annika Ström Melin (född 1956), journalist och författare
- Axel Strøm (1901–1985), norsk läkare, professor i socialmedicin

### B
- Berge Olofson Ström (1688–1762), grosshandlare
- Bernt Ström (1940–2009), skådespelare
- Birgit Strøm (1931–2007), norsk skådespelare och dockteaterförare
- Björn Ström (1934–2007), jurist, direktör, författare
- Boye Strøm (1847–1930), norsk statistiker och topograf

### C
- Camilla Strøm Henriksen (född 1968), norsk skådespelare
- Carl Ström (1888–1957), skådespelare
- Carl-Erik Ström (född 1938), finländsk konstnär
- Carl Fredrik Ström (1816–1907), litograf, etsare och konstpedagog
- Carl Gustaf Ströhm (1930–2004), tysk konservativ journalist
- Carl Johan Ström (1914–1992), regissör och scenograf
- Carl-Johan Ström (författare) (1944–2017)
- Carl Mathias Ström (1849–1926), landshövding
- Carsten Ström (1913–1995), författare, grafiker, keramiker och konstnär
- Christer Ström (född 1956), hinderlöpare

### E
- Edvin Ström, flera personer
  - Edvin Ström (militär) (1826–1883), överstelöjtnant
  - Edvin Ström (ämbetsman) (1889–1968), krigsråd
- Einar Ström, flera personer
  - Einar Ström (1889–1962)
  - Einar Ström (1905–1969), tecknare, skulptör och författare
  - Einar Strøm (1885–1964), norsk olympier
  - Einar Strøm (född 1945), norsk fylkespolitiker
- Elisabeth Ström (född 1962), affärskvinna
- Elma Ström (1822–1899), operasångare och skådespelare
- Elsa Ström-Ciacelli (1876–1952), konstnär
- Eric Ström (1925–1986) finstenhuggare, målare och grafiker
- Erica Ström (1873-1918), sjuksköterska och polissyster
- Erland Ström (1807–1878), konstmästare och målare
- Eva Ström (född 1947), författare, litteraturkritiker och läkare
- Eva Strøm Aastorp (1920–2003), norsk skådespelare

### F
- Folke Ström (1907–1996), religionshistoriker och biblioteksman
- Frank Ström (född 1947), handbolls- och fotbollsspelare
- Fredrik Ström (1880–1948), politiker, författare och chefredaktör

### G
- Gerda Ström (1859–1938), skådespelare
- Gunnar Ström, flera personer 
  - Gunnar Ström (militär) (1887–1941), överste
  - Gunnar Ström (läkare) (1922–2006)
  - Gunnar Ström (socialdemokrat) (1924–2012), politiker, riksdagsledamot
  - Gunnar Ström  (skridskoåkare) (1930–2024), olympier
  - Gunnar Ström (folkpartist) (född 1942), politiker, partisekreterare
  - Gunnar Erik Ström (1892–1982), konstnär
- Gustaf Ström (1894–1938), överste i flygvapnet
- Gustav Ström (konstnär) (1891–1986), yrkesmålare, begravningsentreprenör, diakon och målare
- Gustaf Adolf Ström (1872–1918), svenskamerikansk målare
- Gösta Ström (1893–1966), skådespelare och inspicient

### H
- Hagbarth Strøm (1854–1912), norsk kirurg
- Halfdan Strøm (1863–1949), norsk målare
- Hans Strøm (1726–1797), norsk naturforskare och präst
- Hans Pauli Strøm (född 1947), färöisk politiker
- Harald Ström, flera personer
  - Harald Ström (politiker) (1836–1912), apotekare och riksdagsledamot
  - Harald Ström (arkitekt) (1924–2004)
  - Harald Strøm (1893–1977), norsk skridskolöpare
- Henrik Christian Strøm (1784–1836), norsk borgmästare

### I
- Ingmar Ström (1912–2003), biskop, journalist och författare
- Ingrid af Ström (1904–1982), journalist, formivare, målare och tecknare
- Israel af Ström (1778–1856), skogsforskare och grundare av Skogsinstitutet

### J
- Jack Ström (1919–1974), målare, tecknare och djuptrycksretuschör
- Janne Ström (1946–2012), trubadur
- Johan Ström (1848–1928), folkskollärare och politiker
- Johan Ström (bildhuggare) (verksam omkring 1700)
- Johan Ferner Ström (född 1959), grafiskforkgivare och skulptör
- Julian Strøm (1901–1992), norsk skådespelare och teaterchef

### K
- Karin Ström (född 1977), sångerska, författare och skribent
- Kerstin Ström-Bergstam (1924–2022), målare och grafiker
- Kirsti Strøm Bull (född 1945), norsk jurist, professor
- Knut Ström (1887–1971), regissör och scenograf
- Kåre Ström (1947–1996), musiker

### L
- Lars-Erik Ström (född 1929), målare, tecknare, grafiker och reklamtecknare
- Lennart Ström (född 1944), konstnär
- Lennart Ström (politiker) (1926–2004), kommunalpolitiker i Göteborg, folkpartist
- Linda Ström (född 1979), countrysångerska
- Linda Ström (friidrottare) (aktiv 2006), terränglöpare

### M
- Magnus Ström (1855–1927), landsfiskal och politiker
- Malin Ström (född 1986), kortdistanslöpare
- Mathias Ström (född 1987), trestegshoppare
- Mats Ström (född 1956), militär
- Märta Ström (1918–2002), teckningslärare, målare och tecknare

### N
- Nikke Ström (född 1951), musiker
- Nils af Ström (1903–1971), målare

### O
- Ola Ström, flera personer
  - Ola Ström (född 1948), skådespelare, musiker och TV-producent
  - Ola Ström (politiker) (född 1963), journalist och politiker, folkpartist, senare kristdemokrat
- Ole Strøm (1726–1782), norskdansk lexikograf
- Olof Ström (1702–1764), bryggare, rådman och  riksdagsman

### P
- Pelle Ström (1913–2000), sångare
- Per Ström (född 1958), teolog och kammarherre
- Pernilla Ström (född 1962), ekonom, styrelseproffs, finansanalytiker och journalist
- Pierre Ström (född 1943), trubadur
- Pär Ström (född 1959), IT-strateg, författare och debattör

### R
- Roland Ströhm (född 1928), tävlingscyklist
- Rune Ström (1923–2014), målare, tecknare och grafiker

### S
- Sam Ström (1880–1945), hovrättsråd
- Sebastian Ström (född 1988), ishockeyspelare
- Sixten Ström (1904–1979), målare, tecknare och grafiker
- Sture Ström (född 1927), skådespelare

### T
- Ted Ström (född 1944), musiker, kompositör och konstnär
- Thorvald Strøm (1858–1942), norsk ingenjör
- Tony Ström (född 1954), fotbollsspelare och ledare
- Torsten Ström (1885–1943), handlande och riksdagsman
- Tua Ström (1885–1953), författare

### V
- Victor Ström (född 1981), skådespelare